# Gioconda (opera)

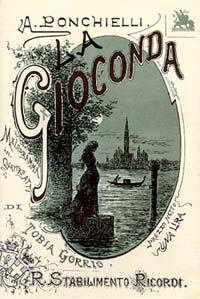
Az opera librettója 1876-ból

A Gioconda (eredeti címe: La Gioconda) Amilcare Ponchielli operája négy felvonásban. Librettóját Victor Hugo Angelo, Pádua zsarnoka című drámája nyomán Tobia Gorrio álnéven Arrigo Boito írta. Ősbemutatója 1876. április 8-án volt a milánói Scalában. Magyarországi premierje a budapesti Nemzeti Színház utolsó operai évadjában, 1883. december 8-án volt. Az Operaház 1884. december 18-án játszotta először.
Ponchielli operájában ötvözi az olasz romantikus melodramma és a francia nagyopera (például balettbetét a III. felvonásban) elemeit. Boito dramaturgiailag zavarosnak tartott librettójában az egyes felvonások önálló címet kaptak.

## Szereplők
| Szereplő                                                                                    | Hangfekvés   |
| ------------------------------------------------------------------------------------------- | ------------ |
| Gioconda, utcai énekesnő                                                                    | szoprán      |
| Laura Adorno, genovai nő, Alvise felesége                                                   | mezzoszoprán |
| Alvise Badoèro, rendőrfőnök                                                                 | basszus      |
| A vak asszony, Gioconda anyja                                                               | alt          |
| Enzo Grimaldo, genovai nemes                                                                | tenor        |
| Barnaba, énekes, besúgó                                                                     | bariton      |
| Zuàne, gondolás                                                                             | basszus      |
| Egy énekes                                                                                  | basszus      |
| Isepo, írnok                                                                                | tenor        |
| Egy hajós                                                                                   | basszus      |
| Énekkar, szerzetesek, szenátorok, tengerészek, nemes urak és hölgyek, álarcosok, nép, őrség |              |

## Cselekménye
Helyszín:Velence
Idő: 17. század

### Első felvonás:Az oroszlánszáj
Szín: a Dózsepalota feldíszített udvara
Ünneplő tömeg a palota udvarán. Itt találkozik Barnaba (utcai énekes, besúgó) és Gioconda, aki szintén éneklésből tartja el magát. Barnaba szerelmes a szép Giocondába, aki visszautasítja, mert Enzóba – a genovai hercegbe – szerelmes. Találkozni csak nagy veszedelem árán tudnak, mert a herceget kitiltották Velencéből. Barnaba szövetkezik a gondolással, Zuanéval és megvádolják Gioconda vak anyját, hogy boszorkánysággal foglalkozik. A feldühödött tömeg már a máglyát rakja, hogy megégesse a szerencsétlen asszonyt, amikor megérkezik Laura, a rendőrfőnök, Alvise felesége. Minden tekintélyére szükség van, hogy megmentse az ártatlan asszonyt. Hálája jeléül a vak asszony a rózsafüzérét adja Laurának. Enzóba nemcsak Gioconda szerelmes, hanem Laura is, akinek Barnaba megígéri, hogy megszervezi a találkozót a herceggel, de közben értesíteni akarja a rendőrfőnököt is. Mivel írástudatlan a levelet le kell diktálnia egy írnoknak. Gioconda kihallgatja őket és elhatározza, hogy ő is ott lesz a találkán.

### Második felvonás:A rózsafüzér
Szín: egy lakatlan sziget partja
Enzo és Laura titkos találkozóján valóban megjelenik Gioconda. A féltékenység, a gyűlölet és a csalódás vezeti, hiszen a herceg csak játszott vele. Haragja hamarosan elszáll, mivel mielőtt megölte volna Laurát, észrevette nála anyja rózsafüzérét: ő volt, aki megmentette édesanyját a haláltól. Bosszú helyett megmenti Laurát, Enzót pedig figyelmezteti, hogy meneküljön a nyomában járó zsandárok elől.

### Harmadik felvonás:A Ca' d'Oro

#### 1. kép
Szín: szoba a Ca' d'Oróban
Alvise mégis megtudja a valóságot, és halálra ítéli a feleségét. Laurának egy méregpoharat kell kiinnia, mire a rendőrfőnök visszatér. Gioconda az utolsó pillanatban érkezik, és a mérget tartalmazó fiolát kicseréli egy másikra, amiben tetszhalált okozó altató van. Amikor Alvise visszatér, elégedetten látja, hogy a fiola üres. 

#### 2. kép
Szín: a legdíszesebb terem a sírkamra mellett
Alvise fényes ünnepséget tart barátai számára. Allegorikus táncot adat elő a napszakokról. A vendégek között ott van az álruhás herceg is. Amikor a rendőrfőnök megmutatja a felravatalozott Laurát, Enzo nem tud uralkodni magán. Bevallja, hogy ő a száműzött herceg, majd odaugrik a rendőrfőnökhöz és leszúrja.

### Negyedik felvonás:A Canal Orfano
Helyszín: egy romba dőlt palota előcsarnoka Giudecca szigetén
Barnaba nem mondott le Giocondáról, ezért egyezséget köt vele. Kiszabadítja Enzót a börtönből, Gioconda pedig a halottnak hitt Laurát lopatja ki a palotából. Enzo Giocondát vádolja Laura haláláért, aki magához térve megvédi a lányt, hiszen neki köszönheti az életét. A szerelmesek boldogan ölelkeznek össze, csak Gioconda marad a rettenetes teherrel, hogy fizetnie kell Barnabának. Amikor a férfi megérkezik, hogy megkapja jutalmát – Giocondát – az felkapja a méregpoharat és kiissza.

## Híres részletek
- A te questo rosario – A vak asszony áriája az I. felvonásból
- Enzo Grimaldo, principe di Santafior, che pensi – Enzo és Barnaba kettőse az I. felvonásból
- O monumento! Apri le tue latèbre – Barnaba monológja az I. felvonásból
- Pescator, affonda l'esca – Barnaba barcarolája a II. felvonásból
- Cielo e mar! – l'etereo velo – Enzo románca a II. felvonásból
- Stella del marinar! Vergine santa – Laura áriája a II. felvonásból
- Az órák tánca (Danza delle Ore) – Balett a III. felvonás 2. képében
- Suicidio! ... In questi fieri momenti – Méreg-ária (Gioconda) a IV. felvonásból